# 50722 Sherlin
50722 Sherlin este o planetă minoră (asteroid), cu un diametru de 7,64 km, din centura de asteroizi. A fost descoperită pe 2 martie 2000 la Catalina Station⁠(d) de Catalina Sky Survey. 
Obiectul prezintă o orbită caracterizată de o semiaxă mare de 3,0085540204532 UAi, o excentricitate de 0,10977929604907, o înclinație de 12,035014305132 ° în raport cu ecliptica.